# طوابع واشنطن-فرانكلين
إصدارات واشنطن-فرانكلين (بالإنجليزية: Washington–Franklin Issues) هي سلسلة من طوابع البريد الأمريكية التي تُصوِّر جورج واشنطن وبنجامين فرانكلين، أصدرها مكتب البريد الأمريكي بين عامي 1908 و1922.
كونهما من الشخصيات الرئيسية في التاريخ الأمريكي، فقد ظهر واشنطن وفرانكلين قبل ذلك على أول طابعين أمريكيين صدرا في عام 1847، وعلى مدى السنوات الخمس عشرة التالية، كانت كل من فئاتِ الطوابعِ الثمانية المتاحة (باستثناء واحد) تحمل إما واشنطن أو فرانكلين.
في الإصدارات المبكرة لطوابع واشنطن-فرانكلين (1908-1911)، كان كل تصميم يتضمَّن زوجًا من أغصان الزيتون تُحيط بأحد الصورتين الجانبيتين. ولكن ابتداءً من عام 1912، كانت إصدارات طوابع رأس فرانكلين تظهر بدلاً من ذلك مع أوراق بلّوط بالقرب من أسفل الإطار البيضاوي في الصورة. تُستخدم أغصان الزيتون وأوراق البلوط غالبًا كرموز للسلام (أغصان الزيتون) والقوة (أوراق البلوط)، رغم أنه لم يتم الاعتراف رسميًا بأي دلالة لهذه الرموز في استخداماتها هنا. تم إصدار طوابع واشنطن-فرانكلين بفئات تتراوح من 1 سنت إلى 5 دولارات، حيث تم طباعة كل قيمة باستخدام حبر ملون مختلف. استُخدم النقش لواشنطن أو فرانكلين في خمس موضوعات تصميم أساسية (مثل الإطار، الزخارف، الكتابة) التي تم استخدامها لطباعة أكثر من 250 إصدارًا مختلفًا وفريدًا للطوابع على مدار فترة أربعة عشر عامًا. خلال هذه الفترة، ظهرت سبع سلاسل منفصلة بشكل متتابع، حيث كانت كل سلسلة تختلفُ قليلاً عن سابقتها من حيث الخصائص (مثل نوع الورق، حجم الثقوب، إلخ)، بينما قد تقوم بعض السلاسل أيضًا بإدخال فئات جديدة مطبوعة بألوان جديدة. تم إنتاج هذه الإصدارات بواسطة مكتب النقش والطباعة في واشنطن العاصمة، وكانت تُطبع عادة باستخدام عملية الطباعة اللوحية، ولكن بعض الإصدارات استخدمت أيضًا أساليب طباعة جديدة وتجريبية أخرى، بما في ذلك استخدام آلة الطباعة الدوّارة. أول طابع بريد واشنطن-فرانكلين تم إصداره كان طابعًا من فئة 2 سنت تم إصداره في 16 نوفمبر 1908. تبعته فئات أخرى بسرعة واستمرت في الظهور خلال سنوات الحرب العالمية الأولى، مع إصدار آخر طابع بريد من طوابع واشنطن-فرانكلين في عام 1923. وبالتالي، استمرت السلسلة لما يقرب من خمسة عشر عامًا، وهو أطول من أي سلسلة طوابع بريدية أمريكية سابقة تم إنتاجها من قبل منظمة طباعة واحدة.

## خلفية
خلال العقود العديدة التي سبقت إصدار طوابع واشنطن-فرانكلين، كانت تكنولوجيا الطباعة للطوابع البريدية الأمريكية ما تزال في مراحلها الأولى من التطور في العديد من الجوانب. ونتيجةً لذلك، كان مكتب البريد الأمريكي يتلقى شكاوى من العامة بشأن طوابعه البريدية. في عام 1869، واجه المكتب أولى الشكاوى بعد إصدار مجموعة من عشرة طوابع خرجت عن التقليد المتمثل في تكريم وتصوير رجال الدولة (من الرؤساء المختارين وبنجامين فرانكلين) على وجوه جميع الطوابع البريدية الأمريكية. وقد وُجهت انتقادات حادة أيضًا بشأن الحجم الصغير والأشكال غير المريحة للطوابع الصادرة في 1869، كما تم انتقاد الغراء اللاصق باعتباره غير كافٍ. نتيجةً لذلك، كانت هذه المجموعة قصيرة العمر وتم سحبها من مكاتب البريد في جميع أنحاء البلاد. مع مرور السنوات، تنوعت الشكاوى، بدءًا من الانتقادات المتعلقة بموضوع الطوابع وتصميمها، وصعوبة التقطيع، والغراء الموجود على ظهر الطوابع. كما جاءت العديد من الانتقادات من موظفي البريد الذين اشتكوا من قلة تنوع الألوان المستخدمة في الطوابع، مما أدى في بعض الأحيان إلى ظهور نفس اللون أو لون مشابه على عدة فئات مختلفة، مما جعل من الصعب فرز البريد بسرعة. بعد فترة وجيزة من بداية القرن العشرين، أثارَ موضوع تحسين الطوابع والإنتاج نقاشات في الكونجرس، وهي نقاشات تدخل فيها الرئيس ثيودور روزفلت في أكثر من مناسبة. على سبيل المثال، جادلَ روزفلت بأن بمناسبة الذكرى المئوية القادمة لميلاد لينكولن، يجب أن يتم فيها تضمين صورة لينكولن في الإصدار الرسمي لعام 1908 الذي كان يتم التخطيط له آنذاك. ومع ذلك، تم استبعاد لينكولن: بدلاً من ذلك، تم تكريمه بطابع تذكاري بمناسبة الذكرى في عام 1909. كانت العديد من الابتكارات المستخدمة في إنتاج إصدارات واشنطن-فرانكلين نتيجة لهذا الجهد المستمر لتحسين إنتاج البريد الأمريكي.

## تصميم الطوابع
استخدمت إصدارات واشنطن-فرانكلين أسلوبًا كلاسيكيًا بسيطًا في تصميماتها، حيث تم عرض واشنطن أو فرانكلين في بورتريه جانبي، وكلا الشخصيتين محاطتان، في الإصدارات المبكرة، بلفائف من أغصان الزيتون. كان هذا الأسلوب يتناقض بشكل صارخ مع أسلوب الطوابع النهائية الصادرة سابقًا في عامي 1902-1903، حيث لم يقدم هذا الإصدار مجموعة متنوعة من الشخصيات التاريخية الأمريكية فحسب، بل أطَّرها أيضًا بمجموعة متقنة من التصميمات الرمزية والزخرفية - والتي على الرغم من جودتها الفنية، تم انتقادها باعتبارها صارخة لدرجة أنها تنتقص من الصورة المركزية والموضوع.
كانت السلسلة في الأصل مخصصة حصريًا لواشنطن، مع كل طوابعها المتطابقة تقريبًا التي تعرض نفس صورة أول رئيس للولايات المتحدة - وهي تختلف عن بعضها البعض فقط في الفئة واللون. نشأت هذه الفكرة مع تشارلز إتش دالتون (بالإنجليزية: Charles H. Dalton) من بوسطن، الذي أعرب في رسالة إلى عضو مجلس الشيوخ، وينثروب إم كرين (بالإنجليزية: Winthrop M. Crane)، عن إعجابه بالطوابع البريطانية الحالية، والتي تستخدم جميعها نفس الصورة الشخصية للملك إدوارد السابع. أوصى دالتون بأن تكون السلسلة الأمريكية التالية مُوحدة بشكل مماثل، حيث تحتوي كل طوابعها على نفس رأس واشنطن الموجود على فئة 2 سنت من إصدار المكتب الأول لعام 1894. وقد نقل السيناتور هذه الرسالة إلى المدير العام لمكتب البريد، جورج ماير (بالإنجليزية: George Meyer)، الذي اتبع بشكل عام توصية دالتون. ولكن التوحيد الكامل كان من شأنه أن ينتهك تقليدًا بريديًا راسخًا يعود تاريخه إلى عام 1851، والذي وضع اسم فرانكلين على كل طابع بريد بقيمة سنت واحد يصدره مكتب البريد الأميركي. وربما كان هذا هو السبب وراء قبول فرانكلين في سلسلة عام 1908 في حالة واحدة من طابع السنت الواحد. تم تصميم سلسلة واشنطن-فرانكلين الناتجة عن هذا الحل الوسط بواسطة المصمم كلير أوبري هيوستن، المعروف بتصميماته العديدة لطوابع البريد. كانت معظم فئات سلسلة 1902-1903 متطابقة في اللون مع نظيراتها في إصدار المكتب الأول السابق. وعلى النقيض من ذلك، احتفظت إصدارات واشنطن-فرانكلين بالألوان السابقة فقط لقيمها الخمس الأدنى: تم اختيار ألوان جديدة ومختلفة للغاية لجميع الفئات من 6 سنتات وما فوق.
وعلى الرغم من العدد الكبير من طوابع واشنطن-فرانكلين الصادرة فقد تم استخدام خمسة تصاميم أساسية فقط أثناء طباعتها وإنتاجها. يتم استخدام نقشين منفصلين - أحدهما لواشنطن والآخر لفرانكلين - في أنواع التصميم الأساسية الخمسة. تم نقش جورج واشنطن على غرار تمثال نصفي (منحوتة) من قبل النحات الشهير جان أنطوان هودون . تم نقش صورة فرانكلين في هذا العدد بواسطة ماركوس بالدوين الذي صمم نقشه على غرار صورة تمثال نصفي من الجبس لفرانكلين صنعه جان جاك كافييري في عام 1777. مع تطور الإصدار عبر سلاسله السبع، استبدل واشنطن وفرانكلين بعضهما البعض في بعض القيم - مما يمثل المرة الأولى في تاريخ البريد في الولايات المتحدة التي ظهر فيها رجلان على نفس الفئة في إصدار واحد. في الواقع، ظهر كل من واشنطن وفرانكلين في النهاية على قيم 1 سنت، و8 سنتات، و10 سنتات، و13 سنتًا، و15 سنتًا، و50 سنتًا، و1 دولار.

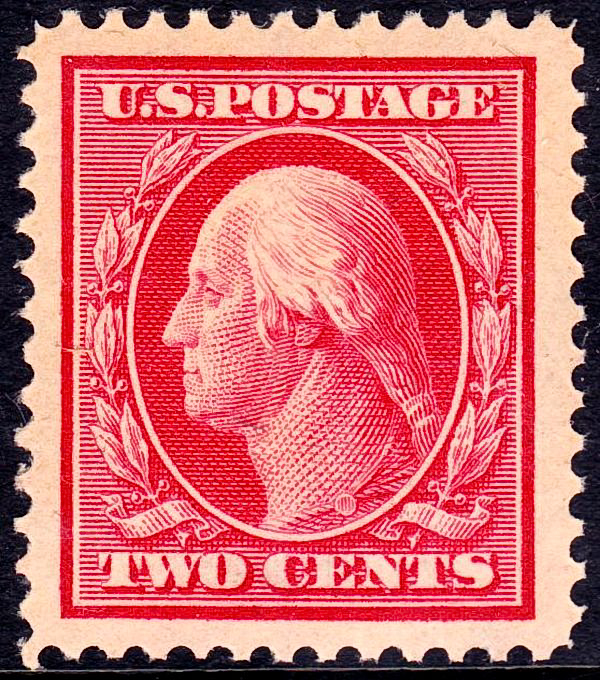
إصدار 1908
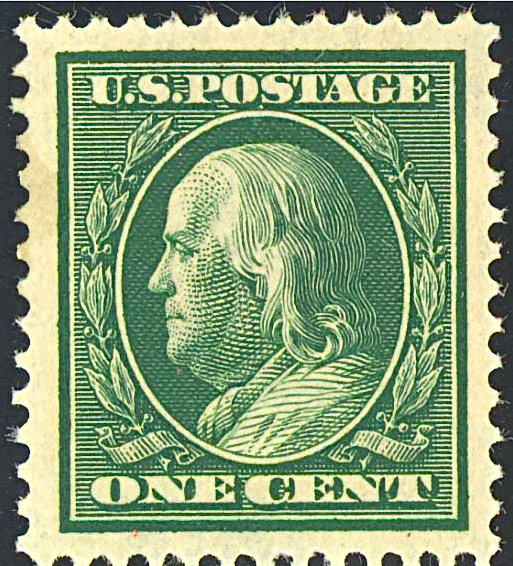
إصدار 1908
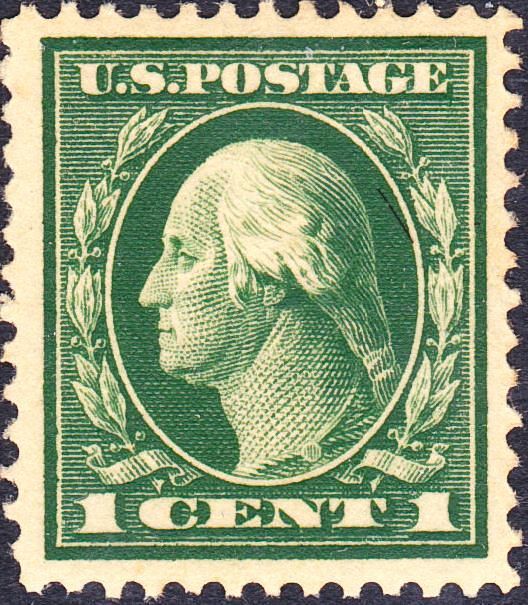
إصدار 1912
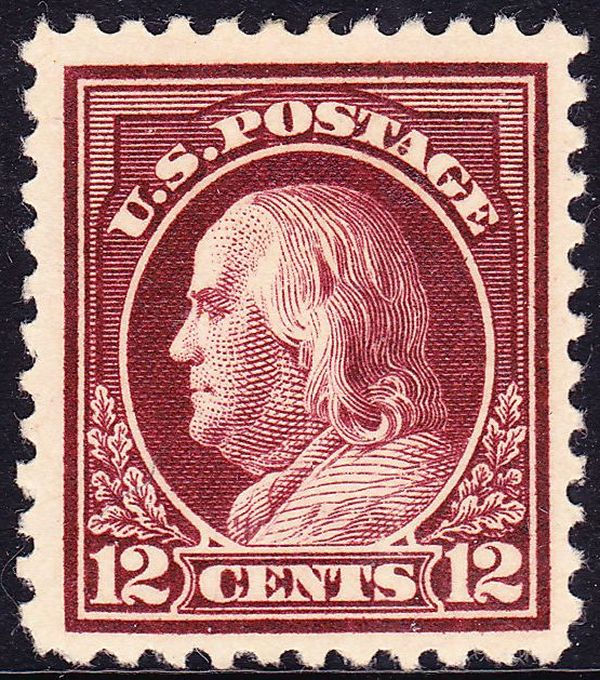
إصدار 1917
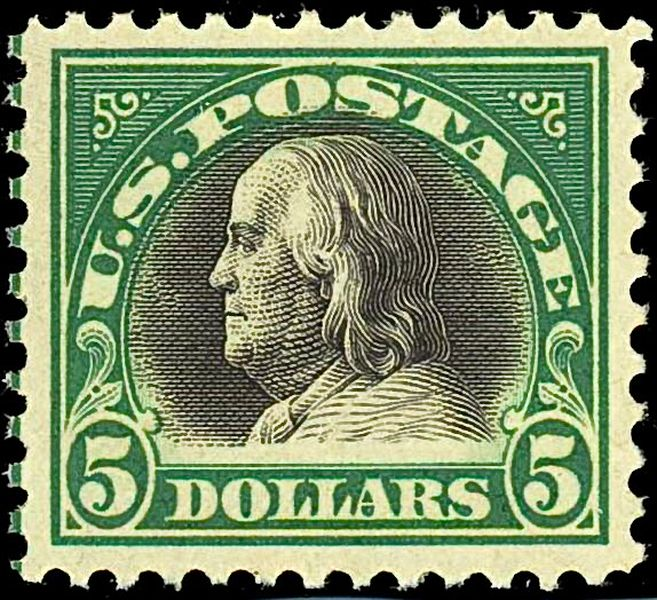
إصدار 1918

- واشنطن مع أغصان الزيتون، رسوم البريد مكتوبة: سنتان
- فرانكلين مع أغصان الزيتون، والفئة مكتوبة: واحد سنت (الفئة مكتوبة فقط على الإصدارات من فئة 1 و2 سنت، 1908 و1909 و1910، ستة طوابع.)
- واشنطن مع أغصان الزيتون، رسوم البريد على شكل أرقام، تستخدم على جميع الفئات باستثناء فئات 9 و11 و12 و20 و30 سنتًا و2 و5 دولارات.
- فرانكلين مع أوراق البلّوط، طابع بريدي على شكل أرقام، يستخدم على الفئات من 8 سنتات إلى 1 دولار.
- فرانكلين بإطارٍ أفقي، تستخدم على فئات 2 و5 دولارات، ومبلغ البريد في شكل أرقام.

في التصاميم الأربعة الأولى، تطلَّب تحضير ألواح الطباعة لكل طابع مرحلَتَي نقلٍ منفصلتين. تم استخدام قالبين مختلفين من الفولاذ، أحدهما يحتوي على نقش واشنطن أو فرانكلين، بينما يوفر القالب الآخر الإطار والكتابة. بعد طباعة كل صورة على اللوحة الفولاذية باستخدام مُكوني التصميم، تتم معالجة اللوحة حراريًا وتقويتها لإعدادها للطباعة. في إصدارات واشنطن-فرانكلين ذات الفئة الأقل، ظهرت 400 طبعة منفصلة على لوحة طباعة، يشار إليها باسم اللوحة المسطحة. تمت طباعة القيمة الأعلى البالغة دولارًا واحدًا من لوحة مسطحة تحتوي على 200 موضوع. تطلب التصميم الخامس ألواحًا مختلفة لكل من العنصرين، حيث تمت الطباعة على مرحلتين: تم طباعة الإطار أولاً بالألوان، وفي الطباعة الثانية، تم وضع صورة فرانكلين فوقه باللون الأسود. استخدمت تلك القيم البالغة 2 دولار و5 دولارات لوحات مكونة من مائة موضوع.

## إصدارات الطوابع
كان أول طابع بريدي لواشنطن-فرانكلين يصدر هو طابع بريد أحمر بقيمة سنتين يحمل رأس واشنطن، صدر في 16 نوفمبر 1908، لدفع رسوم البريد من الدرجة الأولى على خطاب عادي. ظهرت سلسلة واشنطن-فرانكلين السبعة المنفصلة والمتميزة على فترات كل عام أو عامين، وشملت فئات تتراوح من 1 سنت إلى 1 أو 5 دولارات، اعتمادًا على السلسلة. يمكن التمييز بين الإصدارات المختلفة عن بعضها البعض من خلال واحد أو أكثر من عدة عوامل: مقياس الثقب، نوع ورق الطوابع - أو في بعض الأصناف غير العادية من خلال طريقة الطباعة المستخدمة. تم استخدام أربعة أو خمسة أنواع أساسية من الورق طوال عمر الإصدار. اثنان من هذه الطوابع تحتويان على علامات مائية مختلفة، في حين أن نوع الورق الآخر لا يحتوي على علامات مائية. في عام 1909، تم استخدام نوع أقل شيوعًا من الورق المموج المصنوع من 35% من مخزون الخرق (القماش) الممزوج مع لب الخشب المعتاد، ويمكن التعرف عليه بسهولة من خلال لونه الرمادي المزرق الباهت. (يزعم البعض أن الورق المزرق يحتوي على 10% فقط من مخزون الخرق). وفي وقت لاحق من نفس العام، يُفترض أن مكتب البريد قد أجرى تجارب على ورق الطين الصيني، ولكن اختلفت الآراء حول كفاية المخزون.

## السلاسل
كانت أول ثلاث سلاسل من طوابع البريد واشنطن-فرانكلين تصور واشنطن على كل فئة باستثناء إصدار سنت واحد، الذي قدم صورة بنجامين فرانكلين داخل نفس تصميم الإطار مثل إصدارات واشنطن. في 11 يناير 1912، بدأَ ظهور فرانكلين لأول مرة على فئات 8 سنتات وما أعلى. جَلبت كل سلسلة من السلاسل السبعِ المتعاقبة تغييرات مختلفة في التصميم واللون والثقوب والورق وأحيانًا طرق الطباعة. بالإضافة إلى هذه السلسلة، هناك عددٌ قليل من الطوابع الفردية - صدرت في نهاية عهد واشنطن-فرانكلين - والتي لا يمكن تصنيفها ضمن إحدى السلسلة بسبب تشوهات التصميم أو الثقب. صدر الإصدار الأخير لواشنطن-فرانكلين في مايو 1923، وكان عبارة عن رأس واشنطن أخضر بأوراق زيتون بقيمة سنت واحد، ويعتبر هذا الطابع من أندر الطوابع في المجموعة).

### سلسلة 1908-1909

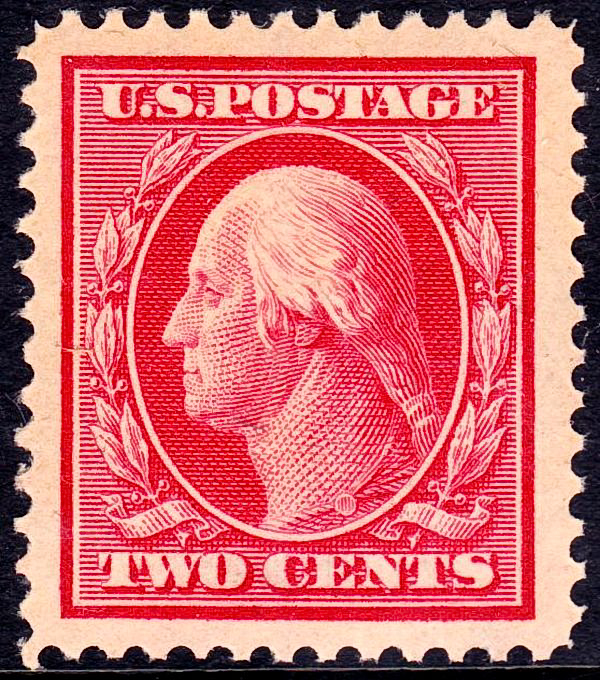
أولى طوابع السلسلة

تم إصدار طوابع واشنطن-فرانكلين للجمهور في البداية طابعًا أو طابعين في كل مرة، وظهرت لأول مرة في مكاتب البريد في ديسمبر من عام 1908. تُظهر الإصدارات واشنطن وفرانكلين في صورة جانبية محاطين بغصني زيتون. في فئات 1 سنت و2 سنت، يُكتب مبلغ الطوابع كـ "ONE CENT" و "TWO CENTS"، بينما في الفئات الأخرى (من 3 سنتات إلى 1 دولار) يظهر مبلغ الطوابع بالأرقام. يظهر فرانكلين فقط على فئة السنت الواحد في هذه السلسلة؛ بينما يظهر واشنطن في القيم من سنتين إلى دولار واحد. قرر مكتب البريد عدم تضمين فئات الطوابع 2 دولار أو 5 دولارات في السلسلة لأن كميات كافية من طوابع فئات 2 و5 دولارات من سلسلة 1902-1903 كانت لا تزال متوفرة (وبالفعل، لم تكن هناك حاجة إلى إمدادات إضافية من هذه القيم حتى عام 1917).
ظهرت أولى إصدارات طوابع واشنطن-فرانكلين مع تثقيب بمقياس 12 وتم طباعتها على ورق يحتوي على علامة مائية مزدوجة الخط تتكون من كلمة (اختصار) "USPS" المُدمجة في الألياف. كانت هذه العلامة المائية تحتوي على حروف مزدوجة كبيرة كانت في كثير من الأحيان تضعف أوراق الطوابع، مما تسبب في انفصال الطوابع بشكل متكرر في مكاتب البريد قبل أن تصل حتى إلى العملاء. نتيجة لذلك، تم إيقاف استخدام العلامة المائية مزدوجة الخط في عام 1910 واستبدالها بعلامة مائية بخط واحد مع حروف أصغر. بسبب الطلب المرتفع على فئات السنت الواحد واثنين سنت، تم أيضًا طباعة هذه الإصدارات في شكل كتيبات، مع ستة طوابع لكل صفحة.
وباستخدام تقنية الطباعة المستخدمة في إصدارات "مثلثات المكتب" (Bureau Triangles) لعام 1894، تم ترطيب الورق المستخدم في طباعة إصدارات واشنطن-فرانكلين أولاً حتى يتم امتصاص حبر الطباعة بشكل أكثر شمولاً وتساويًا. ومع ذلك، أدى هذا إلى انكماش الورق عندما جفت أوراق الطوابع، مما تسبب في تقريب صفوف الطوابع من بعضها البعض. نظرًا لأن ألواح الطباعة المسطحة لهذا الإصدار كانت تحتوي على طبعات طوابع فردية متباعدة بمقدار 2 مم، الورقة المجففة الناتجة ستترك الطوابع متباعدة بمسافة حوالي 1½ مم، مما يجعل من الصعب للغاية محاذاة صفوف الثقوب بدقة بين صفوف الطوابع. تم إصدار العديد من الأوراق مع ثقوب خارج المركز إلى حد ما، في حين أن حوالي 20٪ من الأوراق خرجت مع ثقوب خارج المركز لدرجة أنها اعتبرت غير صالحة للبيع وكان لا بد من تدميرها. إن انكماش الورق من شأنه أن يدفع المكتب إلى تجربة طرق مختلفة لحل المشكلة في القضايا التالية. يعد العثور على طوابع ذات مركز جيد وحواف واسعة في أي فئة في هذا الإصدار المبكر تحديًا لهواة الجمع، وتتمتع النماذج ذات المركز الجيد بأسعار تتجاوز بكثير متوسط قيم الكتالوج. 

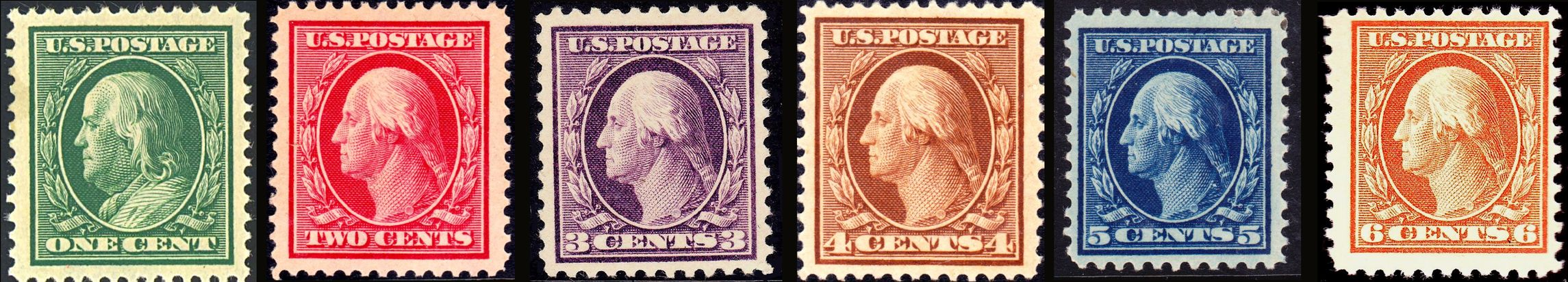
إصدارات 1908-1908، من 1 سنت وحتى 6 سنت

### سلسلة 1909
في عام 1909، قام مكتب البريد، في إطار جهوده لمكافحة تأثيرات الانكماش، بتجربة ورق مختلف، حيث طبعت السلسلة التالية من الطوابع البريدية على ورق ذو لون أزرق مائل تم الإبلاغ عن احتوائه على 35% من مخزون القماش المستخدم جنبًا إلى جنب مع لب الخشب المعتاد (وقد تم التشكيك في هذه النسبة من قبل بعض المُحللين). عندما يتم وضع طابع من هذا الورق بجانب طابع آخر من ورق لب الخشب العادي، وعند فحص الجهة الخلفية، يصبح الفرق في لون الورق واضحًا بشكل فوري. كان من المفترض أن يساعد هذا الورق التجريبي في تقليل الانكماش الناتج عن ترطيب الورق في عملية الطباعة بالأوراق المبللة؛ ولكن، رغم أنه مثل تحسنًا طفيفًا مقارنةً بالإصدارات التي تم إصدارها في 1908، إلا أنه لم يحل مشكلة الانكماش بشكل كافٍ وتم التوقف عن استخدامه بعد فترة قصيرة. مقياس التثقيب لهذه السلسلة هو مرة أخرى 12. الطوابع المطبوعة على الورق الأزرق المائل تتراوح فئاتها من 1 سنت إلى 15 سنتًا وبيعت فقط في واشنطن العاصمة، لذا الطوابع المستخدمة في المراسلات عادة ما تحمل طابع بريد من واشنطن العاصمة. نتيجة لذلك، تعتبر معظم الطوابع من هذه السلسلة نادرة وغالبًا ما تكون غالية الثمن. الطوابع فئتي 1 سنت و 2 سنت هي الأكثر توفرًا لجمع الطوابع، حيث تم إصدارها بكميات أكبر، حوالي 3 مليون من كل فئة تم طباعتها. بينما ظهرت الفئات الأخرى بكميات محدودة جدًا وتعتبر (أحيانًا نادرة جدًا) ذات قيمة عالية. أندر الطوابع هي طوابع فئة 4 سنت و8 سنت، والتي، في الواقع، لم تُطرح للاستخدام البريدي؛ على الأرجح، وصلت إلى الجمهور في عام 1915 عندما قام مكتب البريد بتبادلها مع تجار الطوابع مقابل طوابع نادرة كانت مفقودة من مجموعة الطوابع الأمريكية في مؤسسة سميثسونيان. فئات 7 سنت و9 سنت و11 سنت و12 سنت لا توجد على الورق الأزرق المائل.
كان يُعتقد لفترة طويلة أنه في وقت لاحق من عام 1909، قام مكتب البريد بتجربة نوع آخر من الورق لفترة قصيرة مصمم لتقليل الانكماش، وكان يحتوي على إضافة من طين الصين التي أعطت للورق مظهرًا بلون رمادي مشابه جدًا لذلك الموجود في الورق الأزرق المائل. تُدرج إصدارات طوابع 1 سنت إلى 15 سنت المصنوعة من طين الصين في الكتالوجات القياسية، وتُعتبر كإصدارات فرعية من طوابع 1908-1909، بدلاً من تصنيفها كسلسلة منفصلة أو جزء من إصدار الورق الأزرق. يعتقد بعض هواة جمع الطوابع أن طوابع الطين (الصلصال) الصيني هي مجرد خرافة، حيث أن فحص بعض الأمثلة المزعومة فشل في العثور على أي طين في تركيب الورق.

### سلسلة 1910-1911
عند إنتاج سلسلة 1910-1911، تخلى مكتب البريد عن التجارب باستخدام المواد المُضافة إلى الورق، ولكنه اتخذ تدبيرين آخرين للتعويض عن انكماش الورق. أولاً: وضع صور الطوابع على الأعمدة الخارجية للوحة الطباعة على مسافة أكبر (3 مم) من تلك الموجودة باتجاه المركز (2 مم). ثانيًا: التوقف عن استخدامِ العلامة المائية ذاتِ الخطين المُعقدين - والتي كانت تعتبر مصدرًا محتملاً للانكماش غير المتساوي للورق - وتم استبدالها بعلامة مائية أبسط ذات "خط واحد"، والتي كان من المأمول أن تضمن انكماشًا أكثر انتظامًا. وفي جوانب أخرى، تعكس سلسلة 1910-1911 سابقاتها. مثلهم، فهو مثقوب باثني عشر قطعة ويستخدم نفس تصميمات رأس فرانكلين وواشنطن. ومع ذلك، فهو لا يتضمن جميع الفئات المتاحة في الإصدارات السابقة، لكنه يغفل طابع واشنطن بقيمة 13 سنتًا، والذي تم تقديمه في السلسلتين السابقتين، بالإضافة إلى إصدارات واشنطن بقيمة 50 سنتًا و1 دولار والتي طبعت في عامي 1908-1909. لن يظهر أي تلك التصاميم الثلاثة مرة أخرى في سلسلة واشنطن-فرانكلين اللاحقة.

### سلسلة 1912-1914
بحلول عام 1912، تلقت مصلحة البريد العديد من الشكاوى من مديري البريد تفيد بأن العديد من الطوابع التي تشبه طوابع واشنطن في هذه السلسلة كانت تسبب ارتباكًا لدى موظفي البريد، مما يؤدي في كثير من الأحيان إلى إعطائهم للعملاء فئات أعلى من تلك التي دفعوا مقابلها. قامت مصلحة البريد بمعالجة هذه المشكلة في سلسلة 1912–1914 من خلال إجراء تغيير كبير في ترتيب فئات طوابع واشنطن-فرانكلين. إذ أصبح من المقرر أن يظهر واشنطن الآن في الفئات الأقل فقط؛ بينما جميع الفئات من 8 سنت وما فوق ستعرض صورة فرانكلين. وفرت إعادة التنظيم هذه تمييزًا بصريًا واضحًا بين الطوابع الرخيصة والأغلى. ولزيادة هذا التمييز، قدمت مصلحة البريد الآن إطارًا من أوراق البلوط لطوابع فرانكلين، مما أدى إلى إزالة أغصان الزيتون من القيم الأعلى إلى جانب واشنطن.
كان تخصيص واشنطن للفئات الصغيرة فقط يعني أن فرانكلين كان يجب أن يُزال من الموقع المميز الذي كان يحتله على طوابع 1 سنت النهائية لأكثر من ستين عامًا. ومع ذلك، كان وضع فرانكلين على الفئات الأقل سيتعارض مع تقليد أكثر وضوحًا للجمهور: وهو أن صورة واشنطن يجب أن تظهر على طابع الرسائل العادية من الدرجة الأولى في كل سلسلة طوابع نهائية. (يعود هذا التقليد إلى عام 1851 ولم يتم تجاهله إلا مرة واحدة: في إصدار 1869 الكارثي).
وبناءً عليه، في أوائل عام 1912، أصدرت إدارة النقش والطباعة نسخة جديدة من طابع السنت الواحد، هذه المرة مع صورة جانبية لواشنطن بدلاً من فرانكلين الذي كان على جميع طوابع السنت الواحد الخضراء في السلاسل الثلاثة السابقة. كان هذا أول طابع بريد أمريكي يُباع في شكل كتيب قبل أن تتوفر الأوراق: حيث ظهر الكتيب في 8 فبراير، بينما لم تُصدر الورقة إلا بعد أربعة أيام. ظهرت فئات طوابع السنت الواحد واثنين سنت الآن بالأرقام بدلاً من الحروف. كان التصميم الجديد لأوراق البلوط الخاصة بفرانكلين قد تم تقديمه بالفعل في يناير مع إصدار طابع أصفر فئة 10 سنت، وسرعان ما وصلت الفئات الأعلى إلى مكاتب البريد. في سلسلة 1912-1914، ظهرت فئات 7 و9 و12 و20 و30 سنت لأول مرة في إصدارات واشنطن-فرانكلين.
تأتي هذه السلسلة مرة أخرى بتثقيب 12، والفئات من 1 سنت إلى 50 سنتًا مطبوعة على ورق ذو علامة مائية خط واحد. أما طوابع 50 سنتًا ودولار واحد، فهي مطبوعة على ورق ذو علامة مائية مزدوجة الخط، والتي كانت متبقية من إنتاج سلسلة 1908. الفئات التي لم يتم تضمينها في هذه الطباعة هي طوابع 3 سنت و4 سنت و5 سنت و6 سنت، حيث كانت لا تزال هناك مخزونات كافية من هذه الطوابع. من الأمور المثيرة للاهتمام هو الظهور الأول لطابع السبع سنتات برأس واشنطن، مع لونه المميز الأسود، والذي تم إصداره في 29 أبريل 1914. يقدر أنه تم طباعة حوالي 5 ملايين طابع من فئة السبع سنتات، وهو عدد منخفض نسبيًا لإصدار نهائي. كان متاحًا في مكاتب البريد لمدة خمسة أشهر فقط، حيث مرّت هذه الفئة بتغيير في التثقيب في السلسلة التالية، مما جعلها إصدارًا جديدًا ومنفصلًا.
تم إصدار طوابع فرانكلين فئة 50 سنت ودولار واحد لأول مرة في 12 فبراير 1912. تم طباعة هذه الطوابع من ألواح تحتوي على 200 صورة بدلاً من الألواح التي تحتوي على 400 صورة والتي كانت تستخدم لجميع الفئات الأقل. كانت ألواح الطباعة التي تحتوي على 200 صورة تتطلب ورقًا بأبعاد تتناسب مع حجمها وعملها. وبما أنه كانت هناك مخزونات متبقية من ورق ذو علامة مائية مزدوجة الخط من عام 1908 المخصص للألواح التي تحتوي على 200 صورة، تم استخدام هذا الورق لهذه الفئتين. وعندما نفدت مخزونات هذا الورق بعد حوالي عامين، تم قطع ورق ذو علامة مائية بخط واحد إلى الحجم المناسب واستخدامه. وبالتالي، فإن طابع 50 سنت فرانكلين يظهر على نوعين من الورق في هذه السلسلة الواحدة. لم يتم طباعة طابع 1 دولار فرانكلين مرة أخرى على هذا الورق الجديد حيث كانت المخزونات الحالية كافية حتى عام 1916. تظهر طوابع 50 سنت ودولار واحد فرانكلين وأوراق البلوط مرة أخرى في السلسلة التالية من إصدارات واشنطن-فرانكلين.

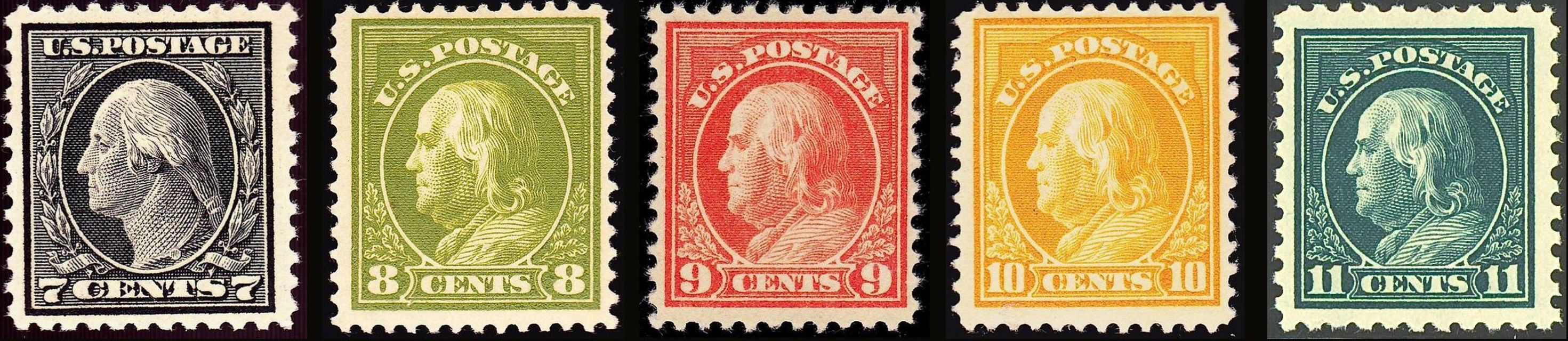
طوابع 1912-1914

### سلسلة 1914-1915

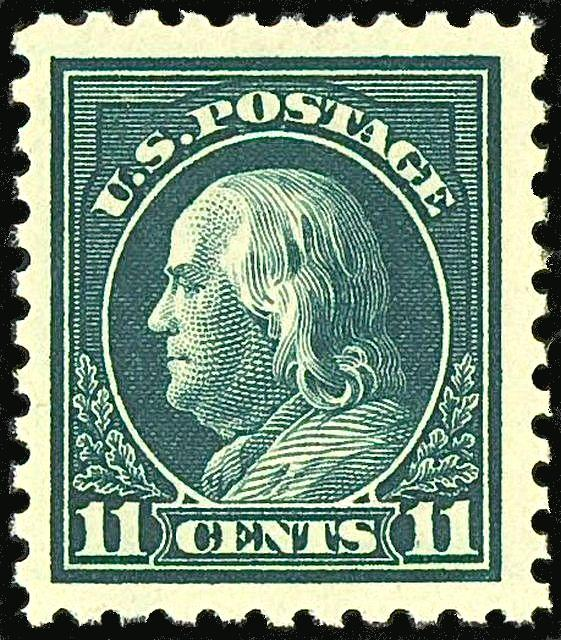
أول طابع 11 سنت بتصوير فرانكلين

تتضمن هذه السلسلة مرة أخرى طوابع رأس واشنطن للفئات من 1 سنت إلى 7 سنت، وطوابع رأس فرانكلين للفئات من 8 سنت إلى 1 دولار. وتعد هذه السلسلة الأولى التي تتضمن فئة 11 سنت بتصميم فرانكلين وأوراق البلوط باللون الأخضر الرمادي، الذي يظهر مرة أخرى في السلسلتين التاليتين لعامي 1916 و1917. تم طباعة الفئات الأقل في السلسلة من ألواح تحتوي على 400 صورة على ورق ذو علامة مائية بخط واحد، بينما تم طباعة طابع 1 دولار فرانكلين من ألواح تحتوي على 200 صورة باستخدام ورق ذو علامة مائية مزدوجة الخط بالحجم المناسب. نظرًا لمشاكل فصل الطوابع في الإصدارات السابقة التي استخدمت تثقيب بمقياس 12، خصوصًا عند محاولة تمزيق كتلة من الطوابع من الورقة لتغطية رسوم البريد على الطرود، تم إصدار هذه السلسلة بدلاً من ذلك بتثقيب بمقياس 10. ومع ذلك، سرعان ما تبين أن تثقيب هذا المقياس كان مشكلة أيضًا، حيث أن التثقيب الأكثر خشونة جعل من الصعب فصل الطوابع، مما أدى في كثير من الأحيان إلى تمزق الطوابع.

### سلسلة 1916-1917
أدت سلسلة 1916–1917 إلى إنهاء استخدام الورق ذو العلامة المائية. بحلول هذا الوقت، كانت مخزونات الطوابع القديمة فئة 2 و5 دولارات قد نفدت؛ ولكن بدلاً من إنتاج تصاميم جديدة لفرانكلين لهذه الفئات، طلبت مصلحة البريد ببساطة إعادة طباعة طوابع 2 و5 دولارات التي استخدمت في عام 1903، والتي تُظهر جيمس ماديسون وجون مارشال. وبذلك يمكن القول إن هذين الطابعين لا ينتميان حقًا إلى إصدارات واشنطن-فرانكلين. حتى هذا الوقت، كانت كل سلسلة جديدة إما تضيف فئات جديدة أو توقف الفئات القديمة، لكن هذه السلسلة بقيت كما هي، حيث أصدرت كل الفئات، بنفس الألوان، من 1 سنت إلى 1 دولار التي كانت قد تضمنتها سلسلة 1914-1915، كما احتفظت بنفس التثقيب بمقياس 10.

### سلسلة 1917–1920
كان من المفترض أن يتم طباعة طابع فرانكلين فئة 2 دولار باللون الأحمر القرمزي والأسود، ولكن بطريقة ما تبين أن لون الحبر المستخدم في هذه الدفعة كان له لون برتقالي مميز. التغيرات في اللون في الحبر أثناء طباعة الطوابع هي أمر شائع إلى حد ما، لكن التفاوت في هذه الحالة كان يصل إلى تغيير اللون بشكل كامل إلى البرتقالي. بحلول الوقت الذي تم فيه لفت الانتباه إلى هذه الفروق اللونية، كانت كمية جيدة من الأوراق قد تم توزيعها بالفعل بين مكاتب البريد المختلفة وكان من المحتمل أن تكون قد دخلت في التداول بالفعل. في عام 1920، تم إصدار طباعة ثانية لطابع 2 دولار فرانكلين، هذه المرة بالألوان الأصلية التي كانت مقصودة، الأحمر القرمزي والأسود. تم طبع هذه الطوابع وظلت قيد الاستخدام لمدة تتراوح بين 3 إلى 4 سنوات، وبالتالي فعدد طوابع النسخة الحمراء والسوداء يفوق النسخة البرتقالية والسوداء بحوالي 15 إلى 1. الكميات التي تم إصدارها هي: 47,000 من طوابع 2 دولار برتقالي وأسود (470 ورقة من 100)، و743,600 من طوابع 2 دولار أحمر قرمزي وأسود (7,436 ورقة من 100).
طُبعت الطوابع من فئة 1 سنت إلى 1 دولار من ألواح تحتوي على 400 صورة وقطعت إلى أوراق تحتوي على 100 طابع للبيع في مكاتب البريد، تم طباعة إصدارات فئتي 2 و5 دولارات من ألواح تحتوي على 100 صورة، ولم تكن بحاجة إلى القطع إلى أوراق منفصلة وتم إصدارها كما هي. وبناءً عليه، لا توجد طوابع 2 و5 دولارات بحواف مستقيمة. بالمقابل، توجد جميع الطوابع ذات الفئات الأقل في نسخ ذات حواف مستقيمة، والتي تم إنتاجها عندما تم قطع الأوراق إلى أرباع.

## طباعة الأوفست

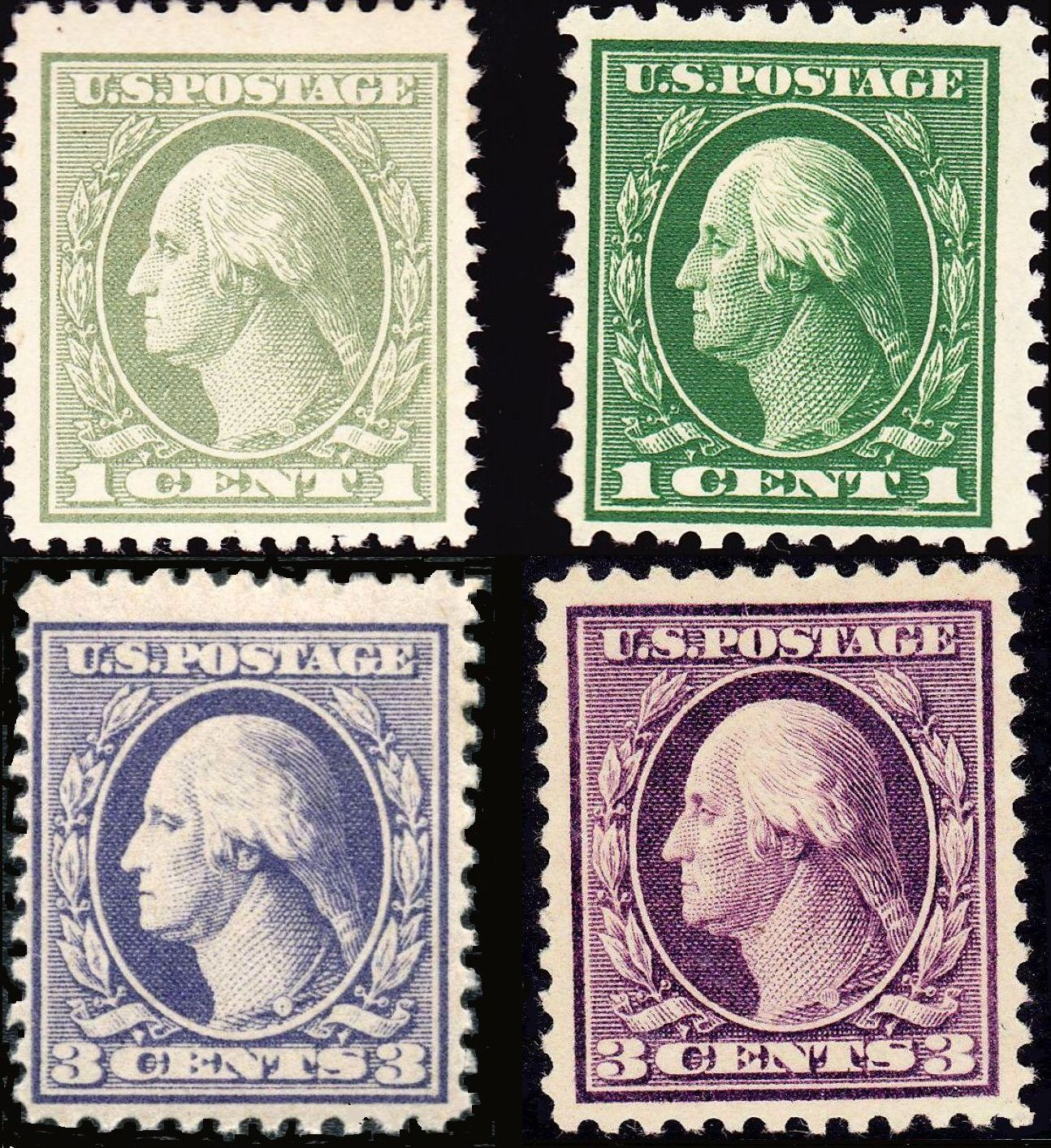
طوابع الأوفست (على اليسار) مقارنة بالطوابع المنقوشة

خلال الحرب العالمية الأولى، أصبحت العديد من مكونات حبر الطوابع البريدية التي كانت تستورد سابقًا من ألمانيا غير متوفرة، وكانت المواد المحلية التي حلت محلها تحتوي على شوائب رملية كبيرة، وكانت النتيجة أن ألواح طباعة الطوابع أصبحت تتآكل بسرعة أكبر بكثير. ردًا على هذه المشكلة، استخدم مكتب البريد الأمريكي عملية الطباعة الملساء غير المباشرة (طباعة الأوفست) الجديدة لإنتاج عدة إصدارات منفصلة تحمل شعار واشنطن. تتضمن طريقة الأوفست التقاط صورة لقالب طابع البريد، ومن خلال عملية خاصة، نقل نسخة معكوسة (negative) إلى لوحة زجاجية، والتي أصبحت لوحة الطباعة الفعلية. كانت عملية الإعداد والتطوير أكثر مشاركة في مراحل التحضير من عملية النقش، ولكن بمجرد تصنيع قناع الصورة، استغرق الأمر حوالي ساعة فقط لإنتاج واستبدال لوحة الطباعة البالية. أنتجت عملية الأوفست صورة ذات جودة أقل مع سطحٍ أملس، مقارنة بالطابع المنقوش الذي تكون خطوطه مرتفعة فوق سطح الورق. إن الطوابع التي يتم إنتاجها بواسطة عملية الأوفست تكون ذات درجة لون أخفّ، أو رمادية، وعادةً ما يكون من السهل تمييزها.
تمت طباعة ثلاث فئات من العملات النقدية بقيمة 1 و2 و3 سنتات بواسطة عملية الطباعة الأوفست. هناك نوعان من فئة 1 سنت، وخمسة أنواع مختلفة من فئة 2 سنت، ونوعين من فئة 3 سنت. تمتلك هذه الأنواع اختلافات في الخطوط الموجودة على حبل التختة (التوجا) في وجه واشنطن. تم إصدار الطوابع المنتجة بواسطة عملية الأوفست بمقياس ثقب 11 مع استثناء واحد وهو إصدار 1 سنت عام 1919 بمقياس 12½. كان أول طابع واشنطن-فرانكلين مطبوعًا باستخدام عملية الأوفست عبارة عن طابع واشنطن بقيمة 3 سنتات، وتم إصداره في 22 مارس 1918. وتبع ذلك إصدار العملة الورقية الخضراء بقيمة سنت واحد في 24 ديسمبر 1918. تم إصدار الأنواع الخمسة من فئة 2 سنت في وقت لاحق في 15 مارس 1920. ابتداءً من عام 1919، تم إصدار مجموعة متنوعة من الطوابع غير المثقوبة (بدون ثقوب بين الطوابع). تم طباعة الفئات الثلاث وهي تمتلك نفس الاختلافات في الموجودة على الإصدارات المُثقبة، حيث تم إنتاج الإصدارات غير المُثقبة من نفس الألواح. لم تتم طباعة أي تصوير لفرانكلين باستخدام الأوفست.

## طوابع غير مثقوبة

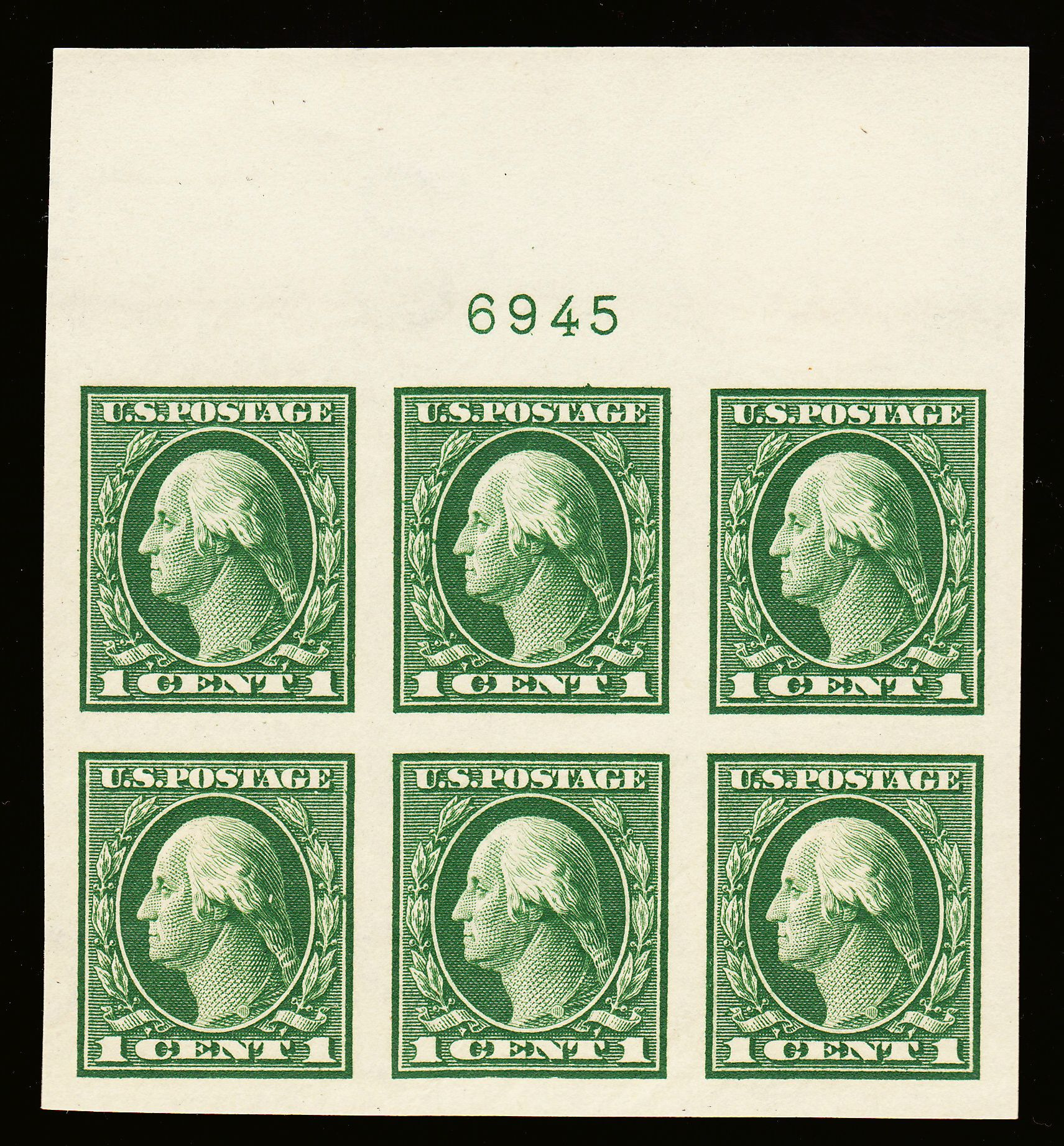
مجموعة غير مُثقبة مكونة من 6 طوابع تحمل رقم لوحة الطباعة.

تُسمى الطوابع البريدية التي تُصدر في أوراق بدون ثقوب بين الصفوف والأعمدة للطوابع الفردية "طوابع غير مُثقبة". تحتوي سلسلة طوابع واشنطن-فرانكلين على عدة سلاسل من الطوابع غير المُثقبة التي تظهر على فئات قليلة تتراوح من 1 إلى 5 سنتات. تم إصدار هذه الطوابع بشكل غير مثقوب لتلبية احتياجات عدة شركات كبيرة لصرف الطوابع في تلك الفترة، والتي استخدمت هذا النوع من الطوابع للطوابع الملفوفة في آلاتها التي كانت مستخدمة على نطاق واسع في جميع أنحاء البلاد. قامت العديد من هذه الشركات بتطبيق نوعها الخاص من التثقيب، مثل شركات شيرماك (بالإنجليزية: Schermack)، ميل-أو-ميتر (بالإنجليزية: Mail-O-Meter)، وبرينكيرهوف (بالإنجليزية: Brinkerhoff). كان هناك ما لا يقل عن سبع شركات من هذا النوع، كل منها لديها آلاتها الخاصة المسجلة ببراءة اختراع. تم إصدار الطوابع غير المُثقبة في أوراق كاملة غير مقطوعة تحتوي على 400 طابع أو في لفّات من 500 أو 1000 طابع. تم طباعة الطوابع غير المُثقبة من لوحات مسطحة تحتوي على 400 طابع حتى عام 1918، عندما تم إنتاجها باستخدام آلة الطباعة الدوارة من لفات ورقية متتابعة. الطوابع غير المُثقبة المنتجة من هذه الأوراق أكثر ندرة من النماذج المقطوعة من الأوراق الكاملة.

## طوابع اللف

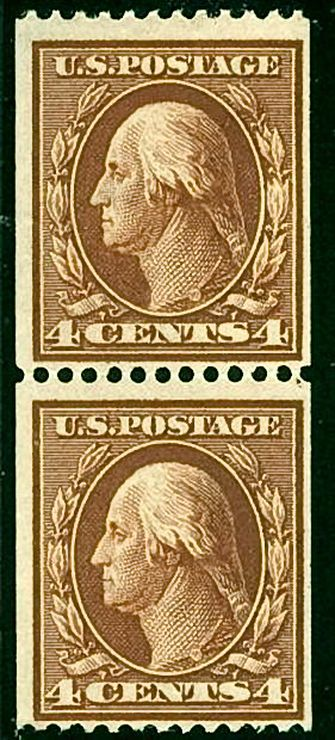
زوج من طوابع اللف بصورة واشنطن

تُسمى الطوابع البريدية التي تأتي في شرائط حيث يتم ترتيب الطوابع الفردية بجانب بعضها البعض أو فوق بعضها البعض ثم يتم لفها في لفة للبيع في مكتب البريد "طوابع اللفة" (Coil stamps). كانت هذه التشكيلة من الطوابع تسهل إزالة الطوابع الفردية بشكل متكرر للموظفين وغيرهم ممن يتعاملون مع الرسائل الجماعية بشكل يومي. كما جعلت التشكيلة من الممكن توزيع الطوابع الفردية في آلات بيع الطوابع. استجابةً لشكاوى شركات آلات البيع التي كانت تجد أن الطوابع الملفوفة ذات التثقيب القياسي (تثقيب 12) تنفصل بسهولة، قدمت خدمة البريد مقياسًا أكثر خشونة - تثقيب 8½ - في عام 1910. ومع ذلك، تبين أن هذا المقياس كان مشكلة لأسباب معاكسة: فقد كانت الطوابع صعبة للغاية للفصل. نتيجة لذلك، تم استخدام مقياس أدق، تثقيب 10، للطوابع الملفوفة بدءًا من عام 1914.
من عام 1908 إلى 1914، كانت طوابع اللفة تُطبع باستخدام آلات الطباعة المسطحة في أوراق تحتوي على 400 طابع، ثم يتم قصها إلى شرائط لتكوين اللفات. في عام 1915، بدأ المكتب باستخدام الطباعة من لفات ورقية مستمرة باستخدام آلة الطباعة الدوارة. كانت لوحات الطباعة منحرفة ومثبتة حول أسطوانة دوارة، وهو عملية جعلت الصور تتمدد قليلاً، مما جعلها أطول قليلاً من الصور المماثلة التي تم طباعتها باستخدام اللوحات المسطحة. يصبح الفرق في الحجم واضحًا عند وضع النوعين المختلفين بجانب بعضهما البعض.
طوابع اللفة إما أن تكون مُثقبة أفقيًا، بحيث يكون الطابع فوق الآخر، أو عموديًا حيث تكون الطوابع مرتبة بجانب بعضها البعض على طول شريط الطوابع. تم صنع طوابع اللفة من نفس نوع الورق المستخدم في طوابع الأوراق، وبالتالي تم إصدارها بالتزامن مع طوابع واشنطن-فرانكلين الاعتيادية. تتراوح فئات طوابع اللفة في هذه السلسلة فقط من 1 سنت إلى 10 سنتات. في حين تم إصدار فئات 1–5 سنتات تقريبًا بشكل مستمر، تم إصدار طوابع اللفة فئة 10 سنتات مرتين فقط، مرة كطابع واشنطن أصفر تم إصداره لأول مرة في عام 1908، ومرة أخرى كطابع فرانكلين أصفر فئة 10 سنتات لم يتم إصداره حتى عام 1916.

### لفافة أورانجبورج

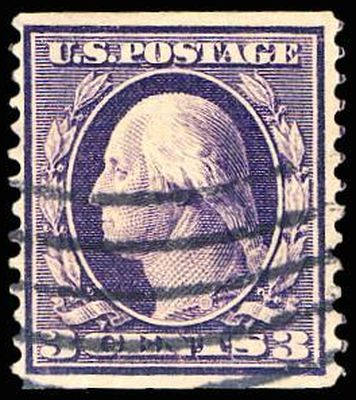
لُفافة أورانجبورج

طابع بريدي بقيمة 3 سنتات برأس واشنطن صدر في عام 1911 يُشار إليه عادةً باسم "لُفافة أورانجبورج" (نسبةً إلى مكان طباعتها في أورانجبورج، نيويورك). تم طباعته باستخدام مطبعة مسطحة على ورق مائي أحادي السطر مع ثقوب رأسية، مقياس 12. أنتجَ مكتب البريد دفعة صغيرة فقط من هذه الطوابع (وسوف يتحول قريبًا إلى ثقوب مقاس 8½ للملفات) ويبدو أنه باعها جميعًا لشركة أدوية، والتي استخدمت طوابع ملفوفة بقيمة 3 سنتات لإرسال عينات من منتجاتها إلى الأطباء عبر البريد. وتظل الكمية الفعلية التي تم إصدارها غير معروفة. أقدم استخدام معروف على الغلاف يعود تاريخه إلى 27 أبريل 1911. بسبب كمية البريد، تم وضعه عبر آلة إلغاء الدرجة الأولى في أورانجبورج، نيويورك، وتم إرساله بالبريد من الدرجة الثالثة. وبما أن هذه الطوابع كانت تستخدم في البريد من الدرجة الثالثة، فقد تم التخلص من معظمها في نهاية المطاف. ونظرًا لاستخدامها المحدود والمحدد، لم يكن هواة جمع الطوابع على علم بهذا الإصدار في البداية لمدة قارب العامين، وبالتالي تم حفظ عدد قليل جدًا من الأمثلة وجمعها في حالة جيدة، وهو ما يفسر ندرة هذا الإصدار اليوم. تم اعتماد ما يقارب اثني عشر غلافًا على أنها أصلية من قبل مؤسسة الطوابع البريدية. تعد لُفافات أورانجبورج من أندر ملفات إصدارات واشنطن-فرانكلين.

### الثقوب الخاصة
بدءًا من 3 يناير 1911، أصدر مكتب النقش والطباعة فئات 1 سنت و2 سنت في شكل غير مثقوب على ورق مائي أحادي السطر خصيصًا للاستخدام من قبل ما لا يقل عن سبع شركات خاصة مختلفة لآلات بيع الطوابع الملفوفة. استخدمت كل شركة أنواعها المميزة من الثقوب، واستمرت معظم الشركات في تجربتها. وهكذا، بالنسبة لإصدارات الـ 1 سنت، استخدمت هذه الشركات الخمس ما مجموعه 18 نوعًا مختلفًا من الثقوب الخاصة، في حين يوجد 19 نوعًا على فئة الـ 2 سنت. تم تطبيق هذه الثقوب الخاصة، المصممة لتناسب الآليات المحددة لمختلف آلات البيع، على أوراق غير مثقوبة من 400 طابع بعد قطع هذه الأوراق إلى شرائح رأسية أو أفقية (تم إصدار أول هذه الأوراق في عام 1906 بناءً على طلب شركات آلات البيع). يعود الفضل عمومًا إلى جوزيف شيرماك (بالإنجليزية: Joseph Schermack) في إنتاج أول آلة بيع طوابع ملفوفة. استمر استخدام الثقوب المطبقة بشكل خاص حتى عشرينيات القرن العشرين، وتشكل جزءًا مميزًا من تاريخ البريد الأمريكي.
لا توجد سجلات معروفة للكميات الفعلية التي تم إصدارها لأنواع التثقيب الخاصة، ومع ذلك، فإن ندرَة الأنواع المختلفة معروفة من خلال سنوات من مبيعات الطوابع ونتائج المزادات. يُعتبر نوع "3A2" (الخاص بـ فارويل) هو الأكثر ندرة بين أنواع التثقيب الخاصة. التثقيب المزيف الذي يُطبق على الطوابع غير المثقوبة شائع إلى حد ما بين بعض الأنواع، وعادة ما يظهر بين العناصر التي تكون قيمتها أقل بكثير من طوابع اللفة التي تحتوي على تثقيب خاص. كما أن طوابع اللفة التي تحتوي على علامة خط مركزي بين الطوابع تعد هدفًا للمزورين، حيث أن العنصر نفسه نادر، ومع إضافة التثقيب المزيف، تصبح ندرة العنصر أكبر مما يزيد من قيمته بشكل كبير إذا لم يتم اكتشافه. باستثنائَين، قامت كل شركة من شركات آلات البيع التي طبقت التثقيب الخاص بإنتاج عدة أنواع متميزة من التثقيب: على سبيل المثال، أنتجت شركة شيرماك خمسة أنواع مختلفة من التثقيب، وأنتجت شركة "ميل-أو-ميتر" ستة أنواع مختلفة، وأنتجت شركة "برينكيرهوف" أربعة أنواع مختلفة. تشمل الشركات الأخرى شركة "جون ف. فارويل" التي أنتجت أحد عشر نوعًا مختلفًا من التثقيب، وشركة "يونايتد أوتوماتيك فيندينج" التي أصدرت أربعة أنواع. بالمقابل، أنتجت شركة "أتلبروا" نوعًا واحدًا فقط.

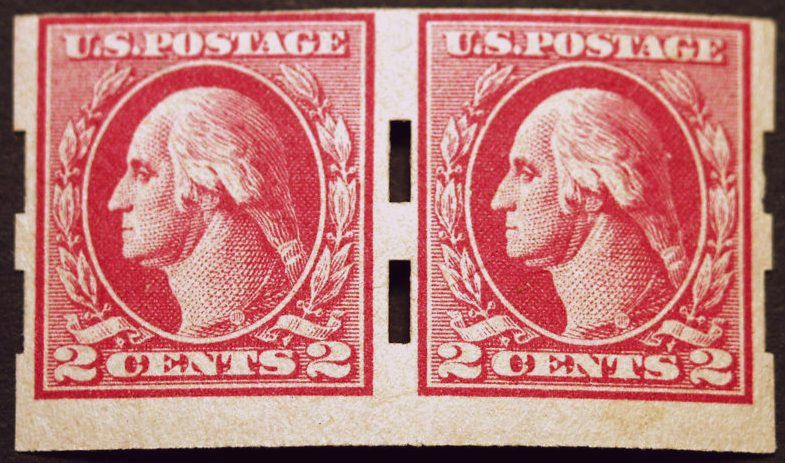
شيرماك
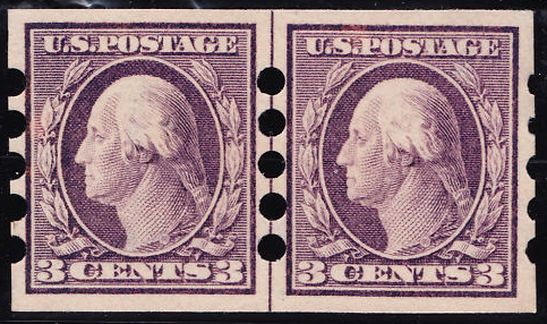
ميل-أو-ميتر
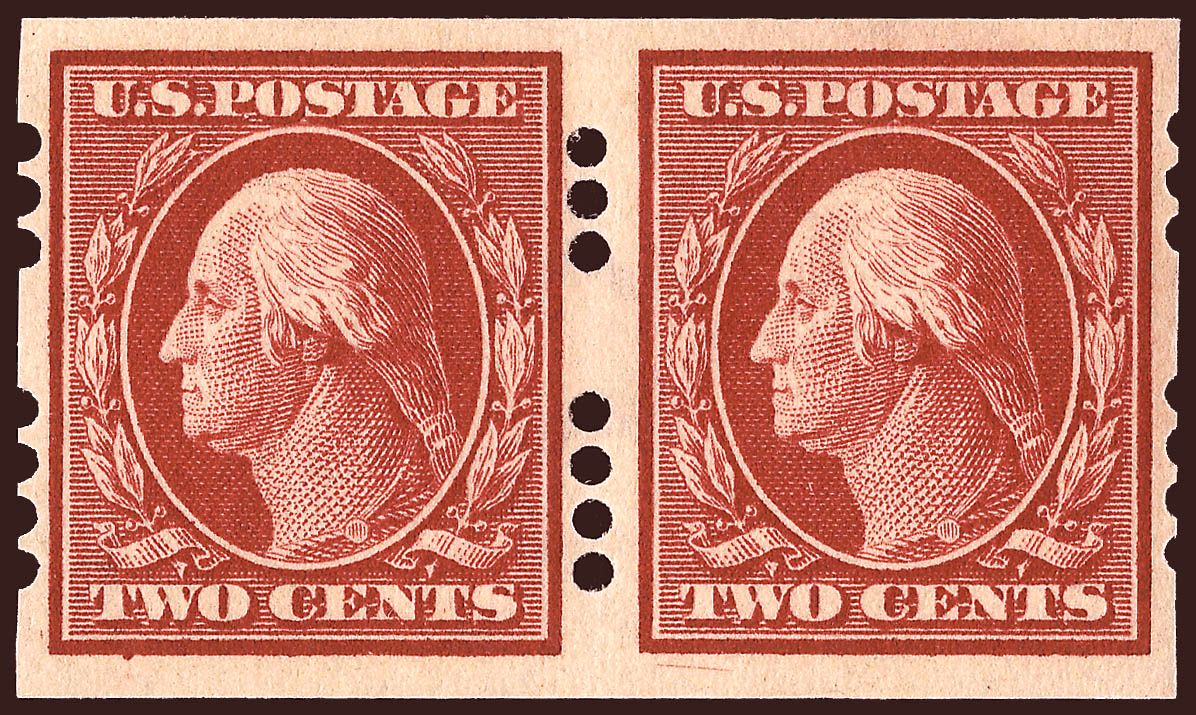
فايرويل
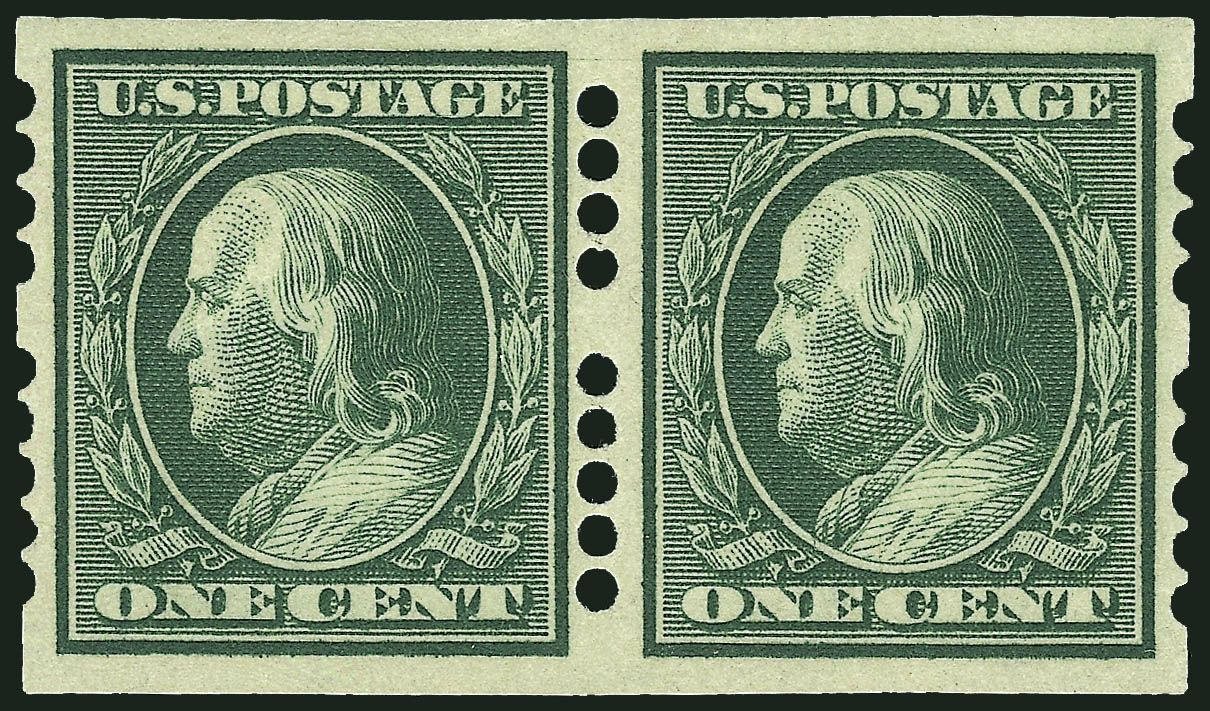
فايرويل

## أنواع 2 و 3 سنت

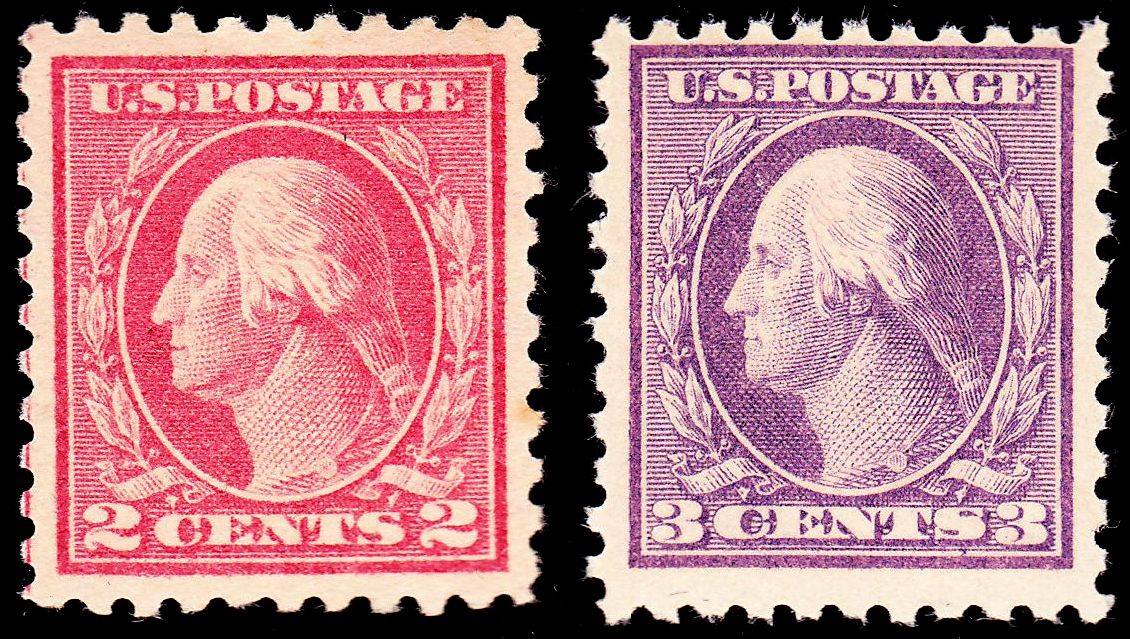

تُعرف الصور المنقوشة على طوابع وواشنطن ذات القيمة 2 سنت و3 سنت، التي تبدو مشابهة ولكن تختلف خطوطها بشكل كبير، وغالبًا ما يتم تصنيفها على أنها أنواع. النوع الأول (Type I) يحدث فقط في الطباعة باستخدام الألواح المسطحة، بينما الأنواع الثانية (Type II) والثالثة (Type III) تظهر أيضًا في الغالب في الطباعة باستخدام الصحافة الدوارة وفي الطباعة باستخدام الأوفست، حيث تم إنتاجها من ألواح صور تم صنعها من الألواح الطباعة السابقة. لا توجد طابع 2 سنت من النوع الثاني (Type II) على الطابع المصنوع باستخدام الألواح المسطحة. نظرًا لأن الفئات المستخدمة عادةً من طوابع واشنطن-فرانكلين تم طباعتها بكميات أكبر، كان يجب استبدال الألواح الطباعة التالفة من وقت لآخر. على الرغم من أن كل لوح جديد كان يصنع من نفس قالب النقل، إلا أن الألواح كانت تختلف قليلاً عن اللوح السابق بسبب عملية الانحناء لتناسب اللوح حول أسطوانة الطباعة في الصحافة الدوارة. كما كانت الألواح تختلف لأن قالب النقل نفسه كان يتآكل بسبب النقل المتكرر للصورة إلى لوح الطباعة.
هناك أحد عشر نوعًا مختلفًا من تصاميم الطوابع بين فئتي 2 سنت و3 سنت. تحدث التباينات التي تشكل الأنواع في السمات المختلفة لوجه واشنطن، وفي توجته وفي خطوط التظليل المختلفة على الزخارف في تصميم الطابع. معظم الأنواع شائعة أو أقل شيوعًا، مع وجود نوعين فقط نادرين وقيمين، الأول هو طابع 2 سنت من إصدار عام 1916، والآخر هو طابع 2 سنت من إصدار عام 1919، النوع الثاني. نظرًا لأن هذه الأنواع تتطلب معرفة دقيقة وتكبيرًا لرؤية التباينات الدقيقة في خطوط الصورة، فقد تمر الطوابع القيمة دون أن تُكتشف لسنوات قبل أن يتم اكتشافها، وأحيانًا تظهر في مجموعات الطوابع الشائعة، لكن هذا نادر جدًا؛ حيث أن هذه الأنواع نادرة بالفعل.

## الإصدارات الشاذّة
هناك عدد قليل من إصدارات واشنطن-فرانكلين التي صدرت في السنوات الأخيرة ولا يمكن تصنيفها مع السلسلة أو مجموعات الطوابع الأخرى حسب خصائصها القياسية، حيث تحتوي على خصائص لا يتم تحديدها من خلال مقياس التثقيب أو نوع الورق وحده، مما يجعل هذه الإصدارات فريدة من نوعها. 
- في عام 1917، أعاد مكتب بريد نيويورك دفعة من الطوابع غير المثقوبة بقيمة 2 سنت من إصدار 1908-1909 (علامة مائية مزدوجة الخط، "اثنين" مكتوبة) إلى واشنطن للحصول على الائتمان. لكن بدلاً من تحويل النقود، قام مكتب البريد الفيدرالي في الواقع بتحويل هذه الطوابع إلى إصدار جديد عن طريق ثقبها بالقياس المعمول به آنذاك - مثقب 11 - وإعادتها إلى نيويورك. يعد هذا الإصدار نادرًا نسبيًا.
- للمرة الأولى، تمت طباعة ثلاثة طوابع بمقياس ثقب مزدوج يبلغ 11 × 10 في إصدارات واشنطن-فرانكلين. صدرت هذه الطوابع ذات رؤوس واشنطن بقيمة 1 و2 و3 سنتات في 14 يونيو 1919، وهي الطوابع الوحيدة في الإصدار بهذا الثقب المزدوج الخاص.
- في عام 1920، تم إصدار طابع واشنطن بقيمة سنت واحد مع ثقوب بمقياس 10 × 11، مما يجعله الطابع الوحيد في الإصدار بأكمله بهذا التكوين الخاص وواحد من أربعة إصدارات فقط بمقياس مركب أو ثقب مزدوج.
- في عام 1921، تم إصدار عملة وجه واشنطن بقيمة 1 و2 سنت، مرة أخرى على ورق غير مائي مع ثقب بقياس 11. تم إصدار هاتين الطابعتين في أوراق مكونة من 170 قطعة وتم تصنيعهما من بقايا اللفافات المطبوعة على آلة الطباعة الدوّارة. تكون الصور الناتجة عن ألواح الطباعة المنحنية أطول قليلاً من الصور الناتجة عن لوحة مسطحة حيث تطول السطح والصور بسبب الانحناء.
- في عام 1923، أصدر مكتب البريد آخر طابع واشنطن-فرانكلين والذي سيصبح أيضًا أندر طابع خالٍ من الأخطاء في هذا الإصدار. تم طباعتها على ورق غير مائي مع ثقوب قياس 11، ولا يمكن تمييز هذا الإصدار عن إصدار 1 سنت لعام 1918 (الذي تم طباعته أيضًا على ورق غير مائي مع ثقوب قياس 11). [2][18]

### أخطاء ثقب نادرة
عندما قام مكتب البريد بتغيير مقياس التثقيب من 12 إلى 10 في عام 1914، ظهرت بضع أوراق تحتوي على طوابع تم ثقبها بمقياس واحد أفقيًا والآخر رأسيًا (ثقوب مركبة). وشملت هذه الأخطاء طوابع بقيمة 1 سنت و2 سنت و5 سنتات مُثقبة بقياس 12×10 (12 أفقيًا و10 رأسيًا)، بالإضافة إلى طوابع بقيمة 1 سنت و2 سنت مُثقبة بقياس 10×12. كل الأنواع الخمسة نادرة؛ في الواقع تم تحديد إصدار 2 سنت المثقب مقاس 10×12 (423E) باعتباره أحد أندر الطوابع الأمريكية على الإطلاق مع وجود نسخة مستخدمة واحدة فقط معتمدة، في حين أن الإصدار رقم 164 (24 سنتًا على ورق مضلع عموديًا) فريد من نوعه. (بالمقارنة، هناك مثالان معروفان للطابع البريدي الشهير بقيمة 1 سنت من Z Grill لعام 1868).

### خطأ اللون في فئة 5 سنتات، 1916-1920

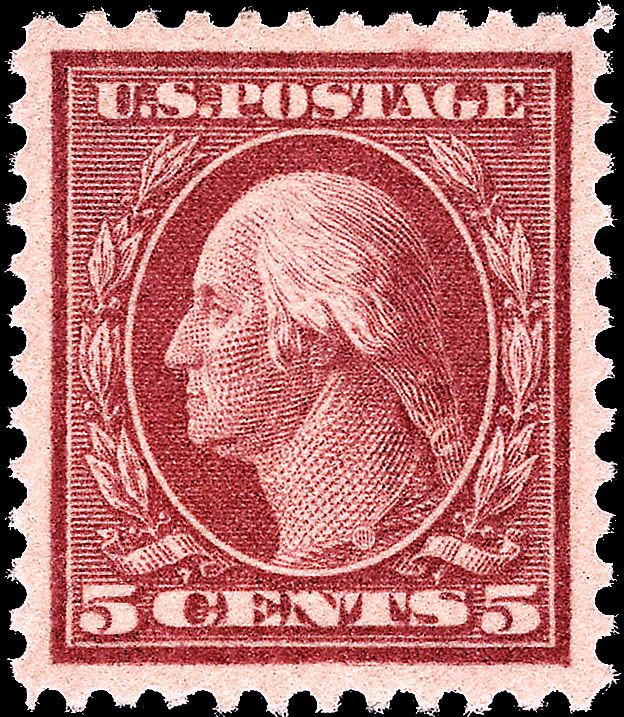
طابع من فئة 5 سنتات مع خطأ في اللون

أثناء إنتاج سلسلة الطوابع لعامي 1916-1917، لوحظ أنه في أحد الألواح الخاصة بالطابع 2 سنت، رقم 7942، أصبح ثلاث من الصور الـ 400 مهترئة بشكل ملحوظ. اثنان من هذه الصور كانا زوجًا عموديًا، يظهران بالقرب من أسفل اللوحة العلوية اليسرى التي تحتوي على 100 صورة؛ بينما ظهرت الصورة المتبقية بالقرب من أعلى اللوحة السفلية اليمنى. عند استبدال هذه الصور الثلاث، قام الفني المسؤول (الذي قد يكون أخطأ بسبب المشاكل المرتبطة بالعمل مع المواد ذات الصورة المعكوسة، مما قد يجعل الرقم 5 يبدو كرقم 2) بنقل صور طوابع 5 سنت عن طريق الخطأ إلى المواضع الثلاثة المتضررة في اللوحة. لم يتم ملاحظة هذا الخطأ لعدة أسابيع، وفي النهاية تم توزيع ثلاث طوابع 5 سنت مختلفة من قبل مكتب البريد: الطابع المثقب من الإصدار 1916-1917، والطابع غير المثقب من نفس السنين، والطابع المثقب من إصدار 1917-1920. النسخة غير المثقبة هي الأندر بكثير من هذه الطوابع.

## العلامات المائية
تظهر علامات مائية في الورق ويتم صنعها أثناء عملية تصنيع الورق باستخدام أجهزة مختلفة تخلّف تشبّعًا في لبّ الورق الرطب، ويتكون التشبّع عادةً من شعار رسمي أو حرف (أو حروف). الجزء الفعلي من علامة مائية في الورق يكون أرق من الورق المحيط به. يمكن عادة اكتشاف الفرق في سمك الورق عن طريق إمساك الطابع أمام الضوء، ولكن بعض البلدان أصدرت طوابع تكون العلامات مائية عليها صعبة الاكتشاف بهذه الطريقة وتتطلب استخدام سائل للكشف عن العلامات مائية. كانت العلامات المائية تستخدم في الأصل من قبل الحكومات للوثائق والعملات وأغراض أخرى للمساعدة في منع التزوير. بدأ مكتب البريد الأمريكي في استخدام علامة مائية مزدوجة الخط تحمل كلمة (اختصار) "USPS" في عام 1895، عندما أدخلها مكتب النقش والطباعة في الطوابع السابقة التي لم تكن تحمل علامات مائية، وهي طوابع "مثلثات المكتب" (Bureau Triangles). تم استخدام نفس ورق الطوابع المطبوع بعلامة مائية مزدوجة في الإصدارات المختلفة التي سبقت إصدار طوابع واشنطن-فرانكلين في عامي 1908 و1909. في عام 1910، تم تغيير العلامة المائية إلى علامة مائية بخط واحد مع أحرف أصغر حجمًا، جزئيًا لأن علامة مائية مزدوجة كانت تميل إلى إضعاف الأوراق عند الثقوب، مما يتسبب في الفصل المبكر للطوابع في مكتب البريد، وجزئيًا لأن المسؤولين البريديين اشتبهوا في أن العلامة المائية المزدوجة كانت تتسبب في انكماش الورق بشكل غير متساوٍ عندما كانت الأوراق تجف بعد الطباعة.
نظرًا لأن المكتب استخدم نوعين فقط من العلامات المائية لطوابع واشنطن-فرانكلين، مع وجود "USPS" على كل نوع، فإن تطبيقها يمكن تلخيصه بسهولة. هناك ثمانية تكوينات مميزة يمكن أن تظهر فيها الأحرف الأولى المائية على أي طابع بريد أمريكي (أو ورقة طوابع)، بدءًا من الوضع الصحيح للأعلى، إلى الجانبي الأيمن، إلى الوضع المقلوب، ثم إلى الجانبي الأيسر؛ وكذلك بشكل مقلوب مرة أخرى نتيجة وضع ورقة الطباعة بشكل مقلوب في الصحافة، مما يتسبب في ظهور "USPS" بشكل مقلوب على الطابع/الورقة. علامات مائية كما تظهر على طوابع البريد الأمريكية عادةً لا تكون مرئية للعين المجردة ويجب غمرها في سائل خاص للكشف عن العلامات المائية مما يعزز ظهورها. يتم ذلك لتمييز الطوابع التي لها نفس اللون، مقاس الثقوب، والفئة، ولكن تم طباعتها على ورق يحمل علامات مائية مختلفة أو بدون أي علامات مائية — أي أن الطريقة الوحيدة للتفريق بشكل إيجابي بين طابع 3 سنت من إصدار عام 1908، مع علامة مائية مزدوجة الخط، وطابع 3 سنت من إصدار عام 1910، مع علامة مائية بخط واحد، هي اختبار هذه العلامات المائية، حيث أن كلا الإصدارين متطابقين في اللون، الفئة، والتثقيب (مقياس 12)، وبالتالي لا يمكن التمييز بينهما من خلال هذه السمات.
كانت إصدارات واشنطن-فرانكلين هي آخر طوابع الولايات المتحدة التي تستخدم أوراقًا تحمل العلامة المائية لـ "USPS"؛ تم التوقف عن استخدام هذه الطوابع في عام 1916، أثناء الحرب العالمية الأولى، كوسيلة لتقليل النفقات، حيث كان الورق الذي يحمل العلامة المائية أكثر تكلفة من نظيره غير المائي.